# 敘利亞禮天主教巴格達總教區
敘利亞禮天主教巴格達總教區（拉丁語：Archieparchia Babylonensis Syrorum）是伊拉克一個東儀天主教總教區（敘利亞禮）。
1862年9月28日自摩蘇爾總教區分出。2009年有教友18,000人，下轄三個堂區、七名司鐸。現任教區總主教為若瑟‧阿巴。

## 外部連結
- Eintrag über das Erzeparchie Bagdad der Syrer auf catholic-hierarchy.org （页面存档备份，存于） (englisch)